# Liv AlUla Jayco
Liv AlUla Jayco (Kod UCI: LAJ) – australijska profesjonalna kobieca grupa kolarska, powstała w 2012 pod nazwą GreenEDGE-AIS. Od początku zawodniczki jeżdżą na rowerach firmy SCOTT Sports.
Zespół zdobył srebrny medal w drużynowej jeździe na czas podczas szosowych mistrzostw świata w Valkenburgu w 2012 i brązowy na rozgrywanych rok później mistrzostwach świata we Florencji. Ponadto w sezonach 2012 i 2013 zajmował drugie miejsce w klasyfikacji drużynowej Pucharu Świata kobiet w kolarstwie szosowym.

## Nazwa grupy w poszczególnych latach
| lata      | nazwa                   |
| --------- | ----------------------- |
| 2012      | GreenEDGE-AIS           |
| 2012–2016 | Orica-AIS               |
| 2017      | Orica-Scott             |
| 2018–2020 | Mitchelton-Scott        |
| 2021      | Team BikeExchange       |
| 2022      | Team BikeExchange-Jayco |
| 2023      | Team Jayco AlUla        |
| od 2024   | Liv AlUla Jayco         |

## Obecny skład (2024)
| Skład drużyny 2024        | Skład drużyny 2024 | Skład drużyny 2024 | Skład drużyny 2024                   |
| Imię i nazwisko           | Data urodzenia     | Państwo            | Poprzednia grupa                     |
| ------------------------- | ------------------ | ------------------ | ------------------------------------ |
| Caroline Andersson        | 29 lipca 2001      | Szwecja            | Liv Racing TeqFind (2023)            |
| Georgia Baker             | 21 września 1994   | Australia          | TIS Racing (2018)                    |
| Teniel Campbell           | 23 września 1997   | Trynidad i Tobago  | Valcar-Travel & Service (2020)       |
| Margarita Victoria García | 2 stycznia 1984    | Hiszpania          | Liv Racing TeqFind (2023)            |
| Ingvild Gåskjenn          | 1 lipca 1998       | Norwegia           | Coop-Hitec Products (2022)           |
| Georgie Howe              | 3 marca 1994       | Australia          |                                      |
| Jeanne Korevaar           | 24 września 1996   | Holandia           | Liv Racing TeqFind (2023)            |
| Alexandra Manly           | 28 lutego 1996     | Australia          |                                      |
| Amber Pate                | 21 kwietnia 1995   | Australia          |                                      |
| Letizia Paternoster       | 22 lipca 1999      | Włochy             | Trek-Segafredo (2022)                |
| Ruby Roseman-Gannon       | 8 listopada 1998   | Australia          | ARA-Pro Racing Sunshine Coast (2021) |
| Silke Smulders            | 1 kwietnia 2001    | Holandia           | Liv Racing TeqFind (2023)            |
| Quinty Ton                | 4 sierpnia 1998    | Holandia           | Liv Racing TeqFind (2023)            |
| Anna Trevisi              | 8 maja 1992        | Włochy             | UAE Team ADQ (2023)                  |
| Ella Wyllie               | 1 września 2002    | Nowa Zelandia      | Lifeplus Wahoo (2023)                |
| Urška Žigart              | 4 grudnia 1996     | Słowenia           | Alé BTC Ljubljana (2020)             |
|                           |                    |                    |                                      |
| Źródło: ProCyclingStats   |                    |                    |                                      |